# Barabajagal
Barabajagal è il settimo album in studio del cantautore scozzese Donovan, pubblicato nel 1969.

## Tracce
Lato 1
1. Barabajagal – 3:20
2. Superlungs (My Supergirl) – 2:39
3. Where Is She? – 2:46
4. Happiness Runs – 3:25
5. I Love My Shirt – 3:19

Lato 2
1. The Love Song – 3:14
2. To Susan on the West Coast Waiting – 3:12
3. Atlantis – 4:58
4. Trudi – 2:23
5. Pamela Jo – 4:24